# ریکی لیندهوم
ریکی لیندهوم (انگلیسی: Erika "Riki" Lindhome؛ زادهٔ ۵ مارس ۱۹۷۹) یک هنرپیشه کمدین و موسیقیدان اهل ایالات متحده آمریکا است. وی از سال ۲۰۰۱ میلادی تاکنون مشغول فعالیت بوده‌است.

## گزیده فیلمشناسی
از فیلم‌ها یا برنامه‌های تلویزیونی که وی در آن نقش داشته‌است می‌توان به آثار زیر اشاره کرد.
- محبوب میلیون دلاری (۲۰۰۴)
- برکلی (۲۰۰۵)
- نبض (۲۰۰۶)
- بچه جایگزین (۲۰۰۸)
- آخرین خانه در سمت چپ (۲۰۰۹)
- هیاهوی بسیار برای هیچ (۲۰۱۲)
- اندازه بامزه (۲۰۱۲)
- بچه جهنمی (۲۰۱۳)
- فیلم باب اسفنجی: اسفنج بیرون از آب (۲۰۱۵)
- فیلم لگو بتمن (۲۰۱۷)
- بافی قاتل خون‌آشام‌ها ()۲۰۰۲
- دختران گیلمور (۲۰۰۲–۲۰۰۶)
- قهرمان‌ها (۲۰۰۶)
- تئوری بیگ بنگ (۲۰۰۸، ۲۰۱۷)
- ذهن‌های مجرم (۲۰۰۸)
- دختر بهترین دوست من (۲۰۰۸)
- استخوان‌ها (۲۰۰۹)
- جراحی پلاستیک (۲۰۰۹)
- دکتر هاوس (۲۰۱۰)
- مزخرفاتی که پدرم می‌گوید (۲۰۱۱)
- وقت ماجراجویی (۲۰۱۳، ۲۰۱۵)
- دختر جدید (۲۰۱۳)
- هیولاها علیه بیگانگان (۲۰۱۳–۲۰۱۴)
- بروکلین نه-نه (۲۰۱۵)
- خانواده امروزی (۲۰۱۸)
- ونزدی (۲۰۲۲)
- خیابان کندی کین (۲۰۲۳)